# Psychic... Powerless... Another Man's Sac
Psychic... Powerless... Another Man's Sac è l'album d'esordio in studio del gruppo statunitense alternative rock/hardcore punk dei Butthole Surfers, debutto con l'etichetta Touch & Go. In precedenza il gruppo aveva pubblicato un EP ed un mini-album live.
L'edizione dell'album originale è uscita in vinile chiaro.
L'album, ispirato ai gruppi rock più sperimentali della fine anni sessanta come Red Crayola o Chrome e al genio di Captain Beefheart è considerato dalla critica tra i più innovativi lavori pubblicati negli anni ottanta.

## Tracce

### Side A
1. Concubine – 2:27
2. Eye of the Chicken – 1:36
3. Dum Dum – 3:47
4. Woly Boly – 2:45
5. Negro Observer – 3:39
6. Butthole Surfer – 3:02

### Side B
1. Lady Sniff – 3:45
2. Cherub – 6:22
3. Mexican Caravan – 2:46
4. Cowboy Bob – 2:55
5. Gary Floyd – 1:56

### UK CD bonus tracks (1985)
1. Moving to Florida – 4:32
2. Lou Reed – 4:57
3. Two Part – 4:20
4. Tornadoes – 2:36